# Eric Gales
Eric Gales (Memphis, 29 de outubro de 1974), também conhecido como Raw Dawg, é um guitarrista de blues rock estadunidense, inicialmente considerado uma criança prodígio. Desde 2022, gravou dezenove álbuns para grandes gravadoras e fez trabalhos em estúdio e tributos. Ele também contribuiu com vocais em vários discos de grupos de rap da cidade de Memphis, como Prophet Posse e Three 6 Mafia, sob os nomes Lil E e Mack E.

## Carreira
Gales começou a tocar guitarra aos quatro anos de idade. Seus irmãos mais velhos, Eugene e Manuel ( Little Jimmy King ), lhe ensinaram músicas e licks quando ele era jovem, no estilo de Jimi Hendrix, Albert King, BB King e outros. Em 1985, o jovem Gales começou a tocar em competições de blues com seu irmão Eugene acompanhando-o no baixo. Embora Gales toque uma guitarra para pessoas destras "de cabeça para baixo" (com a corda Mi grave na parte inferior), ele não é canhoto; ele foi ensinado por seu irmão, que é canhoto, e acabou não assumindo intuitivamente a técnica não tradicional.
No final de 1990, Eric e Eugene Gales assinaram com Elektra Records e, junto com o baterista Hubert Crawford, lançaram The Eric Gales Band (1991) e Picture of a Thousand Faces (1993). A pesquisa de leitores da revista Guitar World nomeou Eric como "Melhor Novo Talento" em 1991. Durante esse tempo, ele teve dois sucessos em rádios que tocavam rock: "Sign of the Storm" (#9, US Mainstream Rock) e "Paralyzed" (#31, US Mainstream Rock).
Em 1994, Gales se apresentou com Carlos Santana no Woodstock '94. Em 1995, junto-se a seus dois irmãos para gravar o Left Hand Brand (lançado no ano seguinte) sob o nome como Gales Brothers. Em 2001, Gales lançou seu álbum That's What I Am pela MCA Records .
Gales lançou os álbuns Crystal Vision, The Psychedelic Underground, The Story of My Life e Layin' Down the Blues pela gravadora Shrapnel Records . Relentless (2010) foi seguido por Transformation (2011) e Live (2012).
Em 2004, ele contribuiu com uma regravação de "May This Be Love" para o álbum Power of Soul: A Tribute to Jimi Hendrix. Em 2008, ele e outros guitarristas (Billy Cox, Eric Johnson, Chris Layton, Doyle Bramhall II, Brad Whitford e Mitch Mitchell) participaram da turnê de tributo ao guitarrista, Experience Hendrix.
Em fevereiro de 2013, a Magna Carta Records lançou o álbum Pinnick Gales Pridgen, produzido por Mike Varney e com Gales na guitarra e vocais, Doug Pinnick no baixo e vocais e Thomas Pridgen na bateria. O álbum de 13 faixas apresentou uma regravação, "Sunshine of Your Love", originalmente do Cream, um pequeno instrumental baseado em "Für Elise" de Ludwig van Beethoven, e as músicas restantes escritas por alguma combinação de Pinnick, Gales, Pridgen e Varney. Uma continuação do álbum, PGP2, foi lançada em julho de 2014.
Em 2017, Gales lançou seu décimo quinto trabalho de estúdio, Middle of the Road, com vários artistas, incluindo Gary Clark Jr., Lauryn Hill e outros, além de seu próprio irmão e mãe. O álbum se tornou o primeiro a entrar na parada Top Blues Album da Billboard, chegando ao 4º lugar, enquanto o álbum seguinte de Gales, The Bookends, chegou ao primeiro lugar. Em 9 de maio de 2019, ele ganhou o prêmio Blues Music Award de 'Artista de Blues Rock do Ano'. No seu discurso de premiação, anunciou que celebrava três anos de sobriedade. Em maio de 2020, Gales ganhou o mesmo prêmio pela segundo vez consecutiva.
Em 21 de outubro de 2021, Gales lançou o single "I Want My Crown", com participação de Joe Bonamassa . A música é o primeiro single de seu então próximo álbum Crown. Produzido por Bonamassa e Josh Smith, o álbum foi lançado em 28 de janeiro de 2022. O álbum destaca as "lutas de Gales contra o uso de drogas, suas esperanças sobre uma nova era de sobriedade e criatividade desenfreada e suas reflexões pessoais sobre o racismo". Após o lançamento, estreou no topo da parada de álbuns de blues da Billboard, seu segundo a fazê-lo. A obra também rendeu a Gales sua primeira indicação ao Grammy de Melhor Álbum de Blues Contemporâneo . A produção também foi classificada como o 19º melhor álbum de guitarra de 2022 pelos leitores da Guitar World .

## Discografia

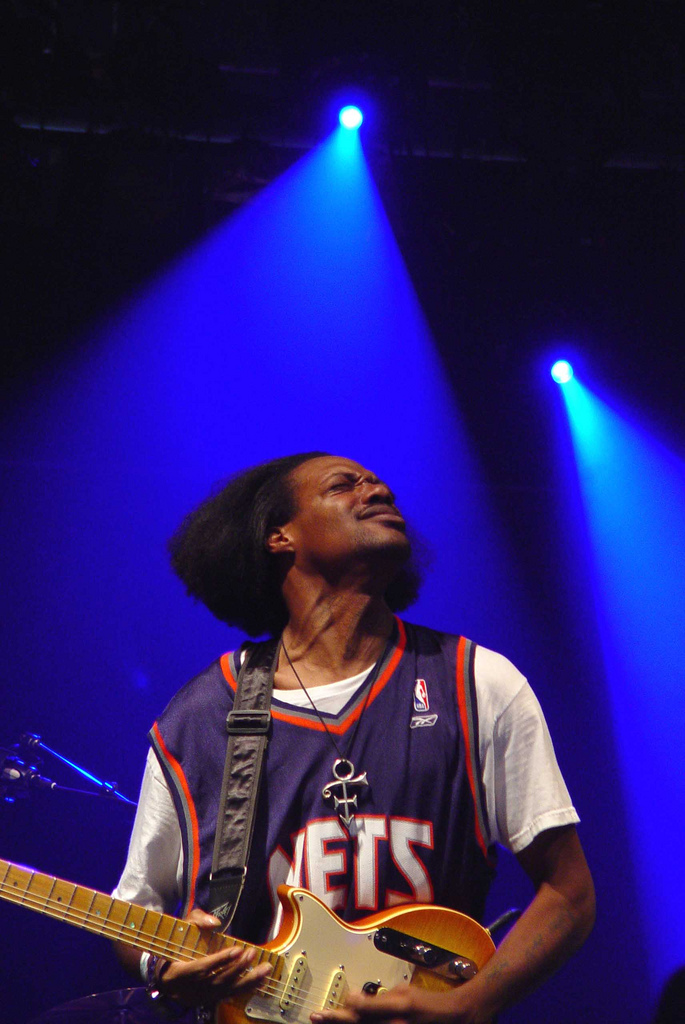
Gales em 2006

### Álbuns solo
- 1991: The Eric Gales Band (Elektra Records)
- 1993: Picture of a Thousand Faces (Elektra Records)
- 1996: The Gales Brothers: Left Hand Brand (House of Blues Records)
- 2001: That's What I Am (MCA Records)
- 2006: Crystal Vision (Shrapnel Records)
- 2007: The Psychedelic Underground (Shrapnel Records)
- 2008: The Story of My Life (Blues Bureau International)
- 2009: Layin' Down the Blues (Blues Bureau International)
- 2010: Relentless (Blues Bureau International)
- 2011: Transformation (Blues Bureau International)
- 2012: Live
- 2013: Pinnick Gales Pridgen, Pinnick Gales Pridgen (Magna Carta)
- 2013: Eric Gales Trio, Ghost Notes (Tone Center Records)
- 2014: Pinnick Gales Pridgen, PGP2 (Magna Carta)
- 2014: Good for Sumthin (Cleopatra Records)
- 2016: A Night on the Sunset Strip, two discs (Cleopatra Records)
- 2017: Middle of the Road (Provogue/Mascot)
- 2019: The Bookends (Provogue/Mascot)
- 2022: Crown (Provogue/Mascot)

### Como músico sessional
- 1994: L.A. Blues Authority: Cream of the Crop
- 1994: Hard Love: 14 Original Metal Ballads
- 1999: Project Pat: Ghetty Green, verse não creditado em "Up There", como Lil E (Hypnotize Minds)
- 1999: Whole Lotta Blues: Songs of Led Zeppelin
- 1999: Parker Card & The Sideman Syndicate, Parker Card, com Shawn Lane (Orchard Records)
- 1999: This Ain't No Tribute Blues Cube
- 1999: Blues Power: Songs of Eric Clapton
- 1999: Blue Power: Song of Eric Clapton, This Ain't No Tribute
- 1999: Triple 6 Mafia: Underground Vol. 2 (Club Memphis), com "Lil E – Half on a Sack or Blow" (Prophet Entertainment)
- 2000: Blue Haze: Songs of Jimi Hendrix
- 2000: Hypnotize Camp Posse: Three 6 Mafia Presents...Hypnotize Camp Posse, verso não creditado em "We Bout to Ride", como Lil E (Hypnotize Minds)
- 2000: Triple 6 Mafia: Underground Vol. 3 (Kings of Memphis), com "Lil E – The Powder [The Higher Version]" e "Lil E – Niggaz Down 2 Make Some Endz" (Prophet Entertainment)
- 2001: Hellhound on My Trail: Songs of Robert Johnson
- 2002: Led Zeppelin: This Ain't No Tribute Series – All Blues'd Up!
- 2002: Eric Clapton: This Ain't No Tribute Series – All Blues
- 2002: A Salute to the Delta Blues Masters
- 2003: Presents, Vol. 1
- 2003: Highway 60's 70's Blues Revisited
- 2003: Got Blues!
- 2003: Wall of Soul: Lance Lopez
- 2004: Power of Soul: A Tribute to Jimi Hendrix
- 2005: Show You a Good Time
- 2005: Rock Revisited
- 2005: Get Down Workout
- 2005: Blues Interlude
- 2005: Lottery: Diamonds-N-Da-Ruff
- 2006: Wes Jeans – Forest of the Pine
- 2006: Viva Carlos: Supernatural Marathon Celebration
- 2006: A Walk on the Blues Side
- 2006: Billy Cox and Buddy Miles, The Band of Gypsys Return
- 2014: Eli Cook, Primitive Son[20]